# Lars Møller (Politiker)
Gregorius Pavia Lars Møller (* 10. November 1911 in Maniitsoq; † Dezember 1978) war ein grönländischer Katechet und Landesrat.

## Leben
Lars Møller war der Sohn des bereits vor der Geburt seines Sohnes verstorbenen Anders Gregorius Niels Møller und seiner Frau Sofie Evnike Mariane Møller. Er war während seines Lebens als Oberkatechet in Maniitsoq tätig und arbeitete jahrelang als Korrespondent für die Atuagagdliutit. Er saß ab 1951 im Rat der Gemeinde Maniitsoq und von 1955 bis 1963 zwei Legislaturperioden in Grønlands Landsråd. 1952 hatte er die Kongelige Belønningsmedalje erhalten.